# Iris pseudacorus
Iris pseudacorus, steagul galben, irisul galben sau steagul de apă, este o specie de plantă cu flori din familia Iridaceae.  Este nativ în Europa, Asia de Vest și Africa de Nord-Vest. Epitetul specific „pseudacorus”, înseamnă „acorus fals”, referindu-se la asemănarea frunzelor sale cu cele ale „Acorus calamus” (steag dulce), deoarece acestea au nervura mediană cu nervuri proeminente și forma de sabie. Cu toate acestea, cele două plante nu sunt strâns înrudite. Floarea este frecvent atribuită cu fleur-de-lis.